# Thomas Hylland Eriksen
Pour les articles homonymes, voir Eriksen.
Geir Thomas Hylland Eriksen, né le 6 février 1962 à Oslo et mort dans la même ville le 27 novembre 2024, est un professeur d'anthropologie, écrivain et penseur norvégien.

## Biographie
Thomas Hylland Eriksen a grandi à Nøtterøy dans le comté du Vestfold et fut élève au lycée de Tønsberg. Au cours de son adolescence, il fut très engagé dans Unge Venstre, la jeunesse Libérale, et était entre autres intéressé par l'anarcho-syndicalisme.
Pour ses études à l'université d'Oslo, Thomas Hylland Eriksen a entrepris des études anthropologiques de terrain sur l'île de Trinité et l'île Maurice. Son mémoire, achevé en 1987, s'intitula Ethnicity in Mauritius: its meaning, organisation and relevance. Il obtient son doctorat en 1991 et est nommé professeur à l'université d'Oslo en 1995, à l'âge de 33 ans.
Thomas Hylland  Eriksen a écrit ses tout premiers articles dans le journal anarchiste Gateavisa. Il a été depuis rédacteur de revues telles que Samtiden, Norsk Antropologisk Tidsskrift (1993–1997), Journal of Peace Research (1994–1998) et Ethnos – Journal of Anthropology (dès 1997). Il participe activement aux débats dans les médias faisant valoir ses points de vue sur les thèmes de son prédilection, à savoir l'identité, l'ethnicité, la globalisation, le mélange des cultures et la glocalisation. Il est également l'auteur de nombreux ouvrages.
Hylland Eriksen a reçu en 2002 le prix norvégien de la recherche, équivalent de la médaille d'or du CNRS, pour les raisons suivantes : « Faisant preuve d'un engagement social qui dépasse largement les frontières norvégiennes, sa contribution a été d'une envergure impressionnante quant à la transmission des connaissances. »
Eriksen est considéré comme un des anthropologues les plus productifs de sa génération ; ses articles et ses essais ont été traduits dans de nombreuses langues et lus par des étudiants à travers le monde.
En 2005, il a joué dans le film Thomas Hylland Eriksen og historien om origamijenta.

### Rôle politique dans le débat public en Norvège
Depuis de nombreuses années, Hylland Eriksen participe activement au débat public. À la suite du lancement du projet Culcom (un programme de recherche sur la complexité culturelle) en 2004, ses points de vue très prononcés sur l'immigration et l'intégration en Norvège ont surtout été critiqués par des opposants politiques inquiets de la présence grandissante de l'Islam en Norvège.

### Vie privée
Thomas Hylland Eriksen vit à Oslo avec sa femme Kari Spjeldnæs (rédactrice dans une maison d'édition) et leurs deux enfants.

## Publications (sélection)

### Ouvrages
- 1987 Ethnicity in Mauritius : its meaning, organisation and relevance, mémoire.
- 1989 Hvor mange hvite elefanter? kulturdimensjonen i bistandsarbeidet  (ISBN 82-417-0019-9)
- 1991 Ethnicity and two nationalisms : social classification and the power of ideology in Trinidad and Mauritius, thèse de doctorat
- 1991 Veien til et mer eksotisk Norge Forsvar for kulturelt mangfold. Un «produit de Blindern», d'après Hylland Eriksen.  (ISBN 82-417-0094-6)
- 1992 Us and Them in Modern Societies
- 1993 Typisk norsk: essays om kulturen i Norge  (ISBN 82-7003-121-6)
- 1993 Ethnicity and Nationalism. Anthropological Perspectives  (ISBN 0-7453-0701-9)
- 1993 Små steder - store spørsmål. Innføring i sosialantropologi; cet ouvrage a été, pour de nombreux étudiants en anthropologie sociale, la première rencontre avec cette matière.
- 1994 Kulturelle veikryss. Essays om kreolisering sur le mélange des cultures
- 1995 Det nye fiendebildet, un avertissement contre le fait de laisser les catégorisations culturelles et les images réductrices de l'Islam  créer le fondement des actions politiques. Le livre a été réédité après les attentats du 11 septembre.
- 1997 Charles Darwin
- 1998 Common Denominators. Ethnicity, Nation-building and Compromise in Mauritius
- 1999 Egoisme (avec Dag O. Hessen)  (ISBN 82-03-22388-5)
- 2001 Øyeblikkets tyranni. Rask og langsom tid i informasjonsalderen traduit dans plusieurs langues, dont en anglais : Tyranny of the moment : fast and slow time in the information age  (ISBN 82-03-22821-6)
- 2002 Til verdens ende og tilbake: antropologiens historie (avec Finn Sivert Nielsen)  (ISBN 82-7674-291-2)
- 2003 Hva er sosialantropologi, 150 pages d'introduction à cette discipline.  (ISBN 82-15-00495-4)
- 2004 Røtter og føtter: identitet i en omskiftelig tid, sur l'histoire et l'identité  (ISBN 82-525-5182-3)
- 2005 Redaktør for Internett i praksis : om teknologiens uregjerlighet  (ISBN 82-304-0005-9)
- 2005 Menneske og samfunn: samfunnskunnskap, sosiologi, sosialantropologi (en collaboration avec Erik Sølvberg et Hans Arne Kjelsaas)  (ISBN 82-03-33300-1)
- 2006 Engaging anthropology: the case for a public presence  (ISBN 978-1-84520-065-7)
- 2006 Kosmopolitikk  (ISBN 82-02-26565-7)
- 2006 Normalitet (rédacteur)
- 2006 Trygghet (rédacteur)
- 2008 Storeulvsyndromet: Jakten på lykken i overflodssamfunnet  (ISBN 978-8-20329-126-5)

### Roman
- 1999 Siste dagers heldige